# Capacitance Electronic Disc

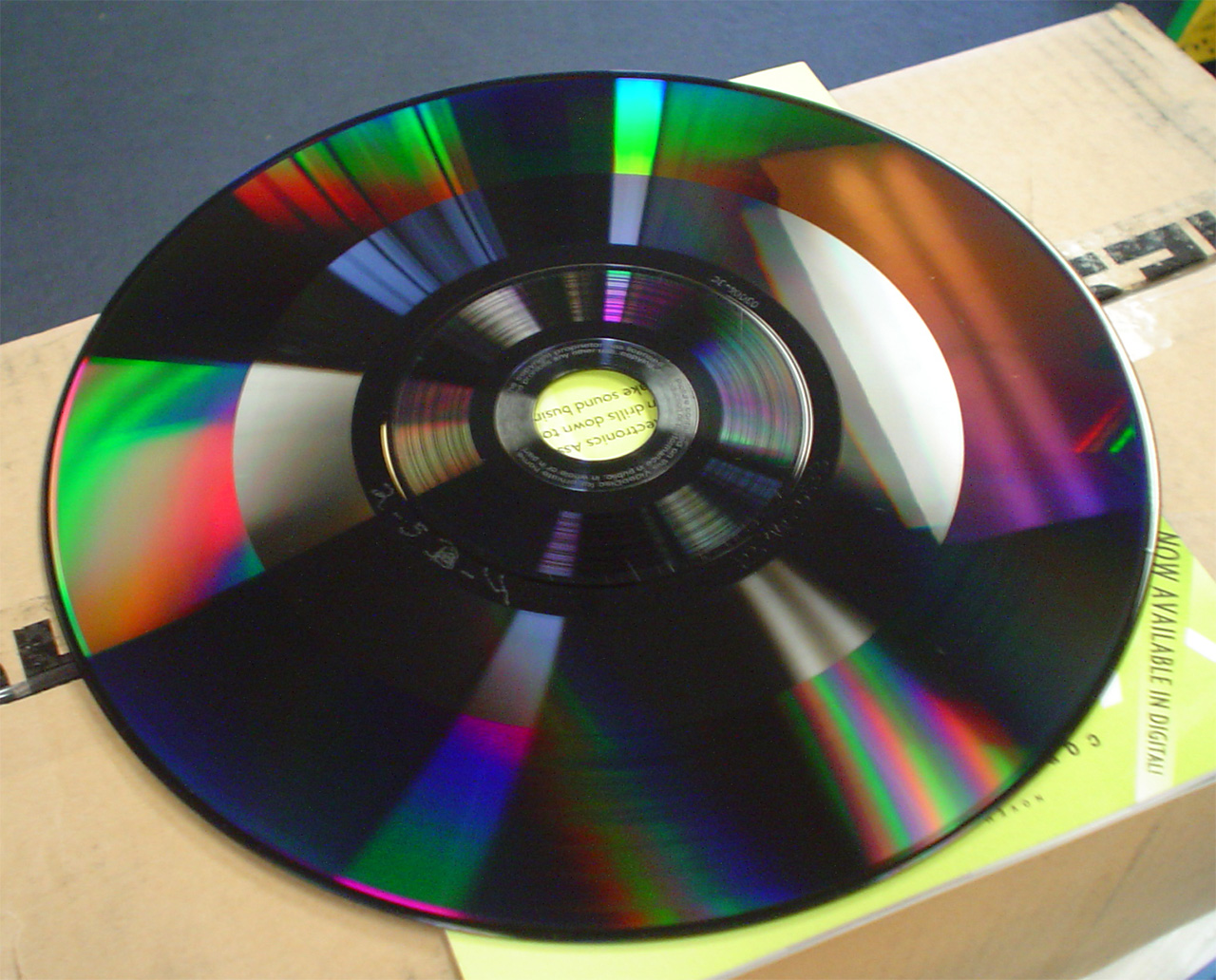
CED exposto.

O Disco Eletrônico de Capacitância (CED) é um disco de vídeo analógico desenvolvido pela RCA, no qual o vídeo e o áudio poderiam ser tocados em um aparelho de TV usando uma agulha especial e um sulco de alta densidade similar a gravações de fonógrafo.
Planejado primeiro em 1964, o CED foi amplamente visto como um sucesso tecnológico que era capaz de ampliar a densidade de LPs em duas ordens de magnitude. Porém, tornou-se vítima de mau planejamento, conflitos dentro da RCA, e dificuldades técnicas que atrasaram a produção do sistema por 17 anos (até 1981), quando já tinha sido tornado obsoleto pelo DiscoVision (LaserDisc), e pelos emergentes Betamax e VHS.

## Desvantagens
Em comparação com o LaserDisc, os CEDs sofriam do fato de serem mídia de contato relacionada ao fonógrafo.  A RCA estimava que os CEDs podiam ser tocados por 500 vezes, sob condições ideais. Para comparar, um LaserDisc limpo e livre do "laser rot"(corrosão do disco a laser) poderia, teoricamente, ser tocado por infinitas vezes - apesar de que o manuseio ainda poderia resultar em dano. Dado que os sistemas de CED usavam uma agulha para ler os discos, era necessário trocá-la regularmente para evitar danos aos discos.